# Fräkentjärnen (Sorsele socken, Lappland, 723763-159893)
Fräkentjärnen är en sjö i Sorsele kommun i Lappland och ingår i Umeälvens huvudavrinningsområde.